# BMW・Kシリーズ
BMW・KシリーズはBMWが製造販売しているオートバイの車種である。

## モデル一覧

### K100
性能向上や環境対策の点で当時旧式化しつつあったBMW・Rシリーズから置換すべく、当時としては画期的な技術内容を備えて企画され、1983年に発売された排気量987ccの自動二輪車。エンジンは直列4気筒縦置き。

### K75
K100の4気筒エンジンを3気筒に置き換え排気量740ccとしたもの。

### K1100
K100の後継でエンジンの内径を70.5mmへアップし排気量を1,093ccに拡大したもの。

### K1200
K1100の後継でエンジンの行程を75mmへアップし排気量を1,171ccに拡大したもの。1997年に縦置きエンジン搭載でデビューしたが、2005年にラインナップを一新し、一般的な横置き直列4気筒エンジン搭載となった。

### K1300
横置きエンジンを搭載した後期型K1200の後継で内径を80mmへ、行程を64.3mmへそれぞれアップし排気量を1,293ccに拡大したもの。デザインも細部がK1200と異なっている。

### K1600
2010年に発表されたKシリーズのフラッグシップモデル。118kW（160ps）を発揮する排気量1,649ccの直列6気筒エンジンを搭載。